# Ley de corte
En la minería, la ley de corte es la concentración de mineral que se ocupa para discriminar el mineral de los desechos estériles. El material estéril va a un vertedero mientras que el mineral pasa a la siguiente etapa en la cadena de procesamiento. Existen varios tipos de leyes de corte así como formas para su cálculo. A modo general el cálculo de la ley de corte se hace a base de consideraciones económicas, geológicas y operacionales. Una política corporativa de ley de corte puede hacer que la ley de corte varíe durante la vida útil de una mina.
Un algoritmo ampliamente usado para calcular la ley de corte es el de Lane de 1964.
Fórmula de la Ley de Corte Crítica:
{\displaystyle \gamma ={\frac {m+c}{(s-r)y}}}
Dónde γ es la Ley de Corte Crítica, m es el costo de minado, c es el costo de procesamiento, s es el precio del producto, r es el costo de la venta e y la recuperación metalúrgica. Esta fórmula se puede simplificar eliminando m una vez que se hayan seleccionado los bloques a minar con la ecuación completa.
La delineación de la ley de corte para identificar los cuerpos mineralizados a extraer puede hacerse de varias formas y no existe una única forma correcta. En algunos casos la ley de corte puede ser mayor para yacimientos menores en la periferia del yacimiento principal dado que su explotación tiene mayor proporción de gastos asociados.
El tamaño de las minas subterráneas depende directamente de la ley de corte, mientras que para las minas a cielo abierto la ley de corte tiene menor influencia que la selección de conos óptimos en su diseño.
La ley de corte crítica es aquella que determina cuál es el mineral más pobre que se puede extraer obteniendo beneficio económico.
Se distingue también a veces la ley de corte de volumen de la ley de corte de límites. Una diferencia es que la primera estima los efectos de la dilución en su cálculo.
En la estimación de la ley de corte en menas polimetálicas corresponde calcular el precio de lo extrído como la suma de los productos de la ley de cada mineral por su precio en el mercado.
La implementación de técnicas nuevas en el procesamiento de minerales como la clasificación de minerales a granel puede permitir la rebaja de las leyes de corte aumentando así los recursos y reservas mineras. Estas leyes de corte impactadas por la clasificación pueden aumentar el valor de una mina, y hacer viables proyectos de explotación de la misma que antes se deban por descartado.